# تیپ ۱ گولانی
تیپ ۱ گولانی (عبری: חֲטִיבַת גּוֹלָנִי‎) یا تیپ گولانی تیپ پیاده‌نظام نیروی زمینی اسرائیل است، که زیرمجموعه لشکر ۳۶ زرهی گاش می‌باشد و تحت امر فرماندهی شمالی اسرائیل فعالیت می‌کند. 
تیپ گولانی در سال ۱۹۴۸ تأسیس شد. تیپ جولانی یکی از ۵ تیپ پیاده‌نظام نیروهای دفاعی اسرائیل (IDF) است. نماد آن درخت زیتون سبز در پس زمینه زرد است و سربازان آن کلاه بره قهوه‌ای بر سر می‌کنند. تیپ گولانی یکی از پیراسته‌ترین واحدهای پیاده‌نظام در ارتش اسرائیل است. این تیپ از پنج گردان تشکیل شده است.

## تاریخچه
این تیپ در ۲۲ فوریه ۱۹۴۸ در طی جنگ ۱۹۴۸ اعراب و اسرائیل تشکیل شد، زمانی که تیپ لیوانونی در جلیل به تیپ اول گولانی و تیپ دوم کارملی تقسیم گردید. تیپ گولانی از آن زمان در کلیه جنگ‌های بزرگ و تقریباً تمام عملیات‌های اصلی، از جمله بحران سوئز، جنگ شش‌روزه، جنگ فرسایش‌زا، عملیات انتبه، جنگ یوم کیپور، جنگ‌های ۱۹۷۸ جنوب لبنان،  ۱۹۸۲ لبنان، اسرائیل و لبنان (۲۰۰۶) و عملیات مختلف در طول انتفاضه فلسطین شرکت کرده است. سه نفر از فرماندهان آن؛ مردخای گور، گبی اشکنازی و گادی آیزنکوت رئیس ستاد نظامی اسرائیل می‌باشند و بسیاری از آن‌ها به درجه آلوف (سرلشکر) رسیده‌اند.

## جنگ ۲۰۲۳ اسرائیل و حماس
گردان‌های ۱۳ و ۵۱ گولانی در جریان تهاجم حماس به جنوب اسرائیل در اکتبر ۲۰۲۳ متحمل نقشی بسیار پررنگ داشتند و متحمل تعدادی تلفات نیز شدند. در حمله غافلگیرانه حماس، باینکه سربازان آن گردان‌های گولانی به تانک و نفربر زرهی مجهز بودند، توسط حماس محاصره شدند و نتوانستند مهاجمان را در خط اول پایگاه‌های نظامی و کیبوتص که جوخه‌های متعددی برای دفاع از آن‌ها تعیین کرده بودند، با موفقیت دفع کنند. هر یک از جوخه‌های جداگانه معتقد بودند که پایگاه یا کیبوتص خاص آنها نقطه اصلی حمله است و ساعت‌ها طول کشید تا آنها متوجه شوند که حماس همه جا را در ۲۹ نقطه از دیوار غزه شکسته و به خط دوم و سوم ارتش اسرائیل رسیده است. دفاعیات این امر مانع از آن شد که سربازان آن دو گردان نتوانند عقب‌نشینی کنند و همه یگان‌ها را سازماندهی کنند و به‌طور مؤثر مقابله کنند. آنها هیچ اطلاعاتی مبنی بر حمله حماس به مرزهای اسرائیل از کسی دریافت نکرده بودند و کاملاً غافلگیر شدند. سربازان گولانی در بیشتر پایگاه‌های نظامی خط اول به ویژه در نهال اوز و رعیم کاملاً درگیر شده بودند. گردان سیزدهم متحمل ۴۱ کشته شد که بیشتر از مجموع تلفات آن در جنگ شش روزه و جنگ یوم کیپور و ۹۱ زخمی بود. 
در واکنش، پس از حمله زمینی اسرائیل به نوار غزه و محاصره بخش شمالی غزه، بخشی از نیروهای تیپ گولانی توانستند در ۱۴ نوامبر ساختمان شورای قانونگذاری فلسطین یا پارلمان غزه را تصرف کنند و گروهی از نیروهای آن با پرچم این تیپ و اسرائیل در داخل پارلمان غزه عکس یادگاری گرفته و منتشر کردند. نیروهای پیاده‌نظام گولانی همچنین توانستند مقر دولت حماس و ساختمان مرکزی پلیس غزه را به کنترل خود درآورند.
در حملهٔ پهبادی حزب‌الله به یکی از مقرهای تیپ گولانی در اسرائیل در اکتبر ۲۰۲۴، ۴ سرباز کشته و ۵۸ نفر زخمی شدند.

## کشتار کارکنان پیراپزشکی
تیپ گولانی ارتش اسرائیل در این عملیات نقش ویژه داشته است. سی ان ان و گاردین اعلام کردند با بالاگرفتن بازتابهای جهانی نسبت به این کشتار ؛سخنگوی نظامی ارتش اسرائیل گفت که فرمانده تیپ گولانی برکنار شده است.